# Интерпретация (музыка)
Интерпретация (лат. interpretatio — разъяснение, истолкование)—художественное истолкование музыкантом-исполнителем (певцом, инструменталистом, дирижёром или камерным ансамблем) музыкального произведения в процессе его исполнения. В широком смысле слова интерпретацией в известной степени является и словесная характеристика произведения.
В отличие от пространственных искусств — живописи, скульптуры, архитектуры, — музыка, существуя в виде нотной записи, нуждается в акте воссоздания, то есть в посредничестве исполнителя: своё реальное звучание музыкальное произведение обретает только в процессе исполнения. Нотная запись фиксирует лишь сочетание высотных и ритмических соотношений звуков; интонирование нотного текста, раскрытие художественного содержания произведения является задачей исполнителя.

## История
Искусство интерпретации, предполагающее индивидуальный подход исполнителя к сочинению и наличие у него собственной творческой концепции, его самобытность и уникальность, возникло в середине XVIII века и развивалось в процессе отделения исполнительства от композиторского творчества — его превращения в самостоятельную профессию, поскольку  понятие «интерпретация» подразумевает истолкование не собственных сочинений, а произведений других авторов.
Значение музыканта-исполнителя возросло в XIX веке: с постепенным углублением, популяризацией в музыке индивидуального начала, с усложнением выразительных и технических средств музыки, задачи интерпретации постепенно усложнялись. Складывались различные стили исполнения: барокко, рококо, сентиментализм, которые требовали различных манер исполнения. В годы Великой французской революции и наполеоновских войн публика предпочитала интимности переживаний полноту чувств и яркую выразительность исполнителя-оратора; стиль героического классицизма, сложившийся во Франции на рубеже XVIII и XIX веков, перерос в романтический стиль: для исполнителя-романтика чужое сочинение в известной степени становилось средством самовыражения.